# SDL International
SDL International — британская компания, занимавшаяся переводами, локализацией, а также разрабатывавшая системы автоматизированного перевода. Штаб-квартира — Мейденхед, Великобритания. Основной программный продукт — система SDLX. В июне 2005 года SDL International приобрела Trados и включила этот продукт в объединённый пакет SDL Trados. В ноябре 2020 года SDL International была поглощена компанией RWS Group.
Имела множество представительств в Европе, Азии и Америке. С 2005 года имела представительство в России (Санкт-Петербург).